# Le Journal de Ma Yan
Le Journal de Ma Yan (en chinois 马燕日记, en anglais The Diary of Ma Yan: The Struggles and Hopes of a Chinese School Girl) est le journal intime d'une écolière de la province chinoise du Ningxia (en chinois 宁夏) qui témoigne de la difficulté pour les filles des milieux ruraux à bénéficier de l'instruction publique, devenue payante en Chine.
Ma Yan (en chinois 马燕) y raconte ses journées de cours (chinois, musique, sport...) et explique que dans son école, on utilise encore les châtiments corporels, alors qu'ils ont été interdits. Elle y explique aussi la dureté de la vie dans une petite contrée chinoise du nord-ouest de la Chine. À 13 ans, les rêves de Ma Yan s'effrondrent, ses parents, des paysans très pauvres, n'ont plus les moyens de l'envoyer à l'école. Désespérée, la jeune fille écrit plusieurs carnets où elle raconte la difficulté de son quotidien.
Le journaliste Pierre Haski, à l'époque correspondant de Libération à Pékin, a recueilli les carnets de Ma Yan, que lui avaient remis la mère de celle-ci lors d'un reportage. Son assistante He Yanping en avait assuré la traduction, révélant un témoignage fort, ensuite publié en France puis dans de nombreux pays.
L'association Enfants du Ningxia, constituée ensuite, a non seulement permis d'aider Ma Yan, mais soutient aussi désormais les études de 130 élèves boursiers. Elle continue par différents événements à rassembler des dons finançant l'enseignement dans le Ningxia. Ma Yan est actuellement étudiante à Paris.